# Spillemandens bakspejl
|  | Denne artikel er oprettet af botten PalnaBot ud fra en ekstern database. Den kan derfor have sproglige fejl eller mangler. Denne skabelon kan fjernes efter kontrol af indholdet. |

Spillemandens bakspejl er en musikfilm instrueret af Søren Hansen efter manuskript af Søren Hansen.

## Handling
Stemninger fra Poul Dissing, Benny Andersen og deres gruppes rejse fra sted til sted for at optræde, set gennem maleren Søren Hansens blik. Filmen er typemæssigt en eksperimentalfilm og har ikke til hensigt at rapportere fra Dissings turné. Den gør brug af f.eks. dobbelteksponeringer (flere billeder kopieret oven i hinanden) og fragmentariske lydklip for at indkredse de stemninger, som de rejsende musikere befinder sig i.